# Habemus Papam

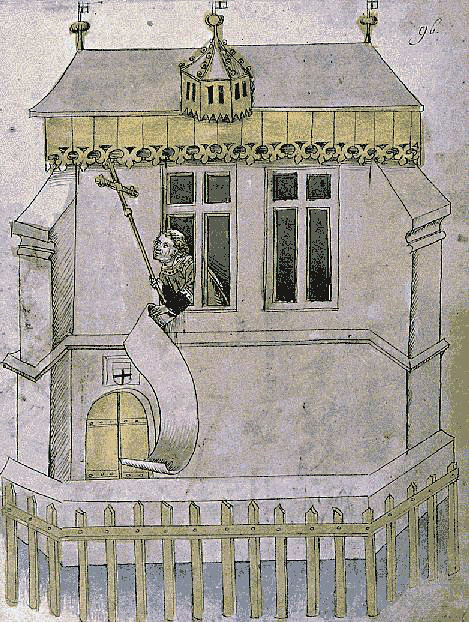
Habemus Papam da eleição do Papa Martinho V (1415 a 1417) no Concílio de Constança.

Habemus Papam (em português: "Temos um Papa") é a tradicional fórmula latina proclamada pelo cardeal protodiácono — ou seja, o mais antigo entre os cardeais da ordem dos diáconos — para anunciar solenemente à Igreja e ao mundo a eleição de um novo Papa.
O anúncio é feito a partir da sacada central da Basílica de São Pedro, no Vaticano, após a eleição papal realizada no Conclave. Na visão católica, o momento é de grande alegria, pois representa a continuidade da condução da Igreja pelo Espírito Santo à unidade visível, em torno de seu novo pastor universal.
Logo após o anúncio, o novo Pontífice é apresentado ao povo e concede sua primeira bênção apostólica Urbi et Orbi — isto é, à cidade de Roma e ao mundo inteiro —, gesto que expressa a universalidade da missão da Igreja e o vínculo de comunhão entre o Papa e todos os fiéis.

## Texto do anúncio
| Latim | Tradução portuguesa |
| --- | --- |
| Annuntio vobis gaudium magnum: Habemus Papam. Eminentissimum ac reverendissimum Dominum, Dominum (Robertum Franciscum), Sanctæ Romanæ Ecclesiæ Cardinalem (Prevost), Qui sibi nomen imposuit (Leonem decimum quartum). | Anuncio-vos uma grande alegria: Temos um Papa. O eminentíssimo e reverendíssimo Senhor, Senhor (Robert Francis), Cardeal da Santa Igreja Romana (Prevost), Que se impôs o nome de (Leão XIV). |

## Pronúncia dos nomes do novo Papa
O nome de batismo do Papa recém-eleito costuma ser pronunciado em latim, no caso acusativo, como por exemplo: Angelum Iosephum, Ioannem Baptistam, Albinum, Carolum, Iosephum. Já o sobrenome é anunciado na língua original (como Wojtyła, Ratzinger, Bergoglio, Prevost). O nome pontifício — aquele que o novo Papa escolhe para seu pontificado — costuma ser declarado em latim no caso genitivo, como em Ioannis Pauli primi ("de João Paulo I") ou Ioannis vicesimi tertii ("de João XXIII"). No entanto, em algumas ocasiões também foi anunciado no acusativo, como em Paulum Sextum (Paulo VI, em 1963) ou Franciscum (Francisco, em 2013).
| Nome original             | Latim                       | Nome papal    | Latim                   |
| Angelo Giuseppe Roncalli  | Angelum Iosephum Roncalli   | João XXIII    | Ioannis vicesimi tertii |
| Giovanni Battista Montini | Ioannem Baptistam Montini   | Paulo VI      | Paulum sextum           |
| Albino Luciani            | Albinum Luciani             | João Paulo I  | Ioannis Pauli primi     |
| Karol Wojtyła             | Carolum Wojtyla             | João Paulo II | Ioannis Pauli secundi   |
| Joseph Ratzinger          | Iosephum Ratzinger          | Bento XVI     | Benedicti decimi sexti  |
| Jorge Mario Bergoglio     | Georgium Marium Bergoglio   | Francisco     | Franciscum              |
| Robert Francis Prevost    | Robertum Franciscum Prevost | Leão XIV      | Leonem decimum quartum  |

## Protodiáconos que fizeram o anúncio
Esta é uma lista parcial dos cardeais protodiáconos que fizeram o anúncio Habemus Papam.
| Cardeal                        | Papa                | Ano  |
| ------------------------------ | ------------------- | ---- |
| Século XV                      |                     |      |
| Francesco Piccolomini          | Papa Inocêncio VIII | 1484 |
| Francesco Piccolomini          | Papa Alexandre VI   | 1492 |
| Século XVI                     |                     |      |
| Raffaele Riario                | Papa Pio III        | 1503 |
| Raffaele Riario                | Papa Júlio II       | 1503 |
| Alessandro Farnese             | Papa Leão X         | 1513 |
| Marco Cornaro                  | Papa Adriano VI     | 1522 |
| Marco Cornaro                  | Papa Clemente VII   | 1523 |
| Inocêncio Cybo                 | Papa Paulo III      | 1534 |
| Inocêncio Cybo                 | Papa Júlio III      | 1550 |
| Francesco Pisani               | Papa Marcelo II     | 1555 |
| Francesco Pisani               | Papa Paulo IV       | 1555 |
| Alessandro Farnese             | Papa Pio IV         | 1559 |
| Giulio Feltre della Rovere     | Papa Pio V          | 1566 |
| Girolamo Simoncelli            | Papa Gregório XIII  | 1572 |
| Luigi d'Este                   | Papa Sisto V        | 1585 |
| Francesco Sforza               | Papa Urbano VII     | 1590 |
| André da Áustria               | Papa Gregório XIV   | 1590 |
| André da Áustria               | Papa Inocêncio IX   | 1591 |
| André da Áustria               | Papa Clemente VIII  | 1592 |
| Século XVII                    |                     |      |
| Francesco Sforza               | Papa Leão XI        | 1605 |
| Francesco Sforza               | Papa Paulo V        | 1605 |
| Andrea Baroni Peretti Montalto | Papa Gregório XV    | 1621 |
| Alessandro d'Este              | Papa Urbano VIII    | 1623 |
| Francesco Barberini            | Papa Inocêncio X    | 1644 |
| Giangiacomo Teodoro Trivulzio  | Papa Alexandre VII  | 1655 |
| Rinaldo d'Este                 | Papa Clemente IX    | 1667 |
| Francesco Maidalchini          | Papa Clemente X     | 1670 |
| Francesco Maidalchini          | Papa Inocêncio XI   | 1676 |
| Francesco Maidalchini          | Papa Alexandre VIII | 1689 |
| Urbano Sacchetti               | Papa Inocêncio XII  | 1691 |
| Século XVIII                   |                     |      |
| Benedetto Pamphilj             | Papa Clemente XI    | 1700 |
| Benedetto Pamphilj             | Papa Inocêncio XIII | 1721 |
| Benedetto Pamphilj             | Papa Bento XIII     | 1724 |
| Lorenzo Altieri                | Papa Clemente XII   | 1730 |
| Carlo Maria Marini             | Papa Bento XIV      | 1740 |
| Alessandro Albani              | Papa Clemente XIII  | 1758 |
| Alessandro Albani              | Papa Clemente XIV   | 1769 |
| Alessandro Albani              | Papa Pio VI         | 1775 |
| Século XIX                     |                     |      |
| Antonio Maria Doria Pamphilj   | Papa Pio VII        | 1800 |
| Fabrizio Ruffo                 | Papa Leão XII       | 1823 |
| Giuseppe Albani                | Papa Pio VIII       | 1829 |
| Giuseppe Albani                | Papa Gregório XVI   | 1831 |
| Tommaso Riario Sforza          | Papa Pio IX         | 1846 |
| Prospero Caterini              | Papa Leão XIII      | 1878 |
| Século XX                      |                     |      |
| Luigi Macchi                   | Papa Pio X          | 1903 |
| Francesco Salesio Della Volpe  | Papa Bento XV       | 1914 |
| Gaetano Bisleti                | Papa Pio XI         | 1922 |
| Camillo Caccia Dominioni       | Papa Pio XII        | 1939 |
| Nicola Canali                  | Papa João XXIII     | 1958 |
| Alfredo Ottaviani              | Papa Paulo VI       | 1963 |
| Pericle Felici                 | Papa João Paulo I   | 1978 |
| Pericle Felici                 | Papa João Paulo II  | 1978 |
| Século XXI                     |                     |      |
| Jorge Arturo Medina Estévez    | Papa Bento XVI      | 2005 |
| Jean-Louis Pierre Tauran       | Papa Francisco      | 2013 |
| Dominique Mamberti             | Papa Leão XIV       | 2025 |

| Data              | Cardinal protodiacono (ou aqueles que tomaram o lugar) | Papa eleito                                          | Anuncio |
| ----------------- | ------------------------------------------------------ | ---------------------------------------------------- | --- |
| 29 agosto 1484    | Francesco Piccolomini                                  | Giovanni Battista Cibo – eleito Papa Inocêncio VIII  | Annuncio vobis gaudium magnum: Papam habemus. Reverendissimus Dominus cardinalis Melfictensis electus est in summum pontificem et elegit sibi nomen Innocentium Octavum:                                                                                         |
| 1º novembro 1503  | Raffaele Riario                                        | Giuliano della Rovere – eleito Papa Júlio II         | Papam habemus Reverendissimum Dominum Cardinalem Sancti Petri ad Vincula, qui vocatur Julius Secundus |
| 11 março 1513     | Alessandro Farnese                                     | Giovanni de Medici – eleito Papa Leão X              | Gaudium magnum nuntio vobis! Papam habemus, Reverendissimum Dominum Johannem de Medicis, Diaconum Cardinalem Sanctae Mariae in Domenica, qui vocatur Leo Decimus                                                                                                 |
| 13 outubro 1534   | Innocenzo Cybo                                         | Alessandro Farnese – eleito Papa Paulo III           | Annuncio vobis gaudium magnum: Papam habemus Reverendissimum Dominum Alexandrum Episcopum Hostiensem, Cardinalem de Farnesio nuncupatum, qui imposuit sibi nomen Paulus Tertius                                                                                  |
| 15 setembro 1644  | Francesco Barberini                                    | Giovanni Battista Pamphili – eleito Papa Inocêncio X | Annuncio vobis gaudium magnum, habemus Papam Eminentissimum et Reverendissimum Dominum Johannem Baptistum Pamphilium, qui sibi nomen imposuit Innocentium Decimum                                                                                                |
| 7 abril 1655      | Giangiacomo Teodoro Trivulzio                          | Fabio Chigi – eleito Papa Alexandre VII              | Annuncio vobis gaudium magnum: Papam habemus Eminentissimum et Reverendissimum Dominum Fabium Sanctae Romanae Ecclesiae Presbyterum Cardinalem Chisium, qui elegit sibi nomen Alexandrum Septimum                                                                |
| 21 setembro 1676  | Francesco Maidalchini                                  | Benedetto Odeschalchi – eleito Papa Inocêncio XI     | Annuncio vobis gaudium magnum: Papam habemus Reverendissimum Benedictum Titulo Sancti Honufrii Cardinalem Odeschalcum, qui sibi nomen imposuit Innocentium Undecimum                                                                                             |
| 8 maio 1721       | Benedetto Pamphili                                     | Michelangelo Conti – eleito Papa Inocêncio XIII      | Annuncio vobis gaudium magnii: Papam habemus. Eminentissimum et Reverendissimum Dominum Michaelem Angelum Tituli Sanctorum Quirici et Iulitta Sanctae Romanae Ecclesiae Presbyterum Cardinalem de Comitibus, qui sibi nomen imposuit Innocentius Tertius Decimus |
| 29 março 1724     | Benedetto Pamphili                                     | Vincenzo Maria Orsini – eleito Papa Bento XIII       | Annuncio vobis gaudium magnum: Papam habemus: Eminentissimum et Reverendissimum Dominum Fratrem Vincentium Mariam Cardinalem Ursinum Episcopum Portuensem, qui sibi nomen imposuit Benedictus Tertius Decimus                                                    |
| 15 Fevereiro 1775 | Alessandro Albani                                      | Giovanni Angelo Braschi – eleito Papa Pio VI         | Annuntio vobis gaudium magnum: Papam habemus! Eminentissimum et reverendissimum Dominum Ioannem Angelum, tituli Sancti Onuphrii Sanctae Romanae Ecclesiae Presbyterum Cardinalem Braschi, qui sibi nomen imposuit Pius Sextus                                    |
| 28 setembro 1823  | Fabrizio Ruffo                                         | Annibale Della Genga – eleito Papa Leão XII          | Annuncio vobis gaudium magnum: papam habemus, eminentissimum ac reverendissimum Dominum Annibalem, tituli Sanctae Mariae Transtiberim, presbyterum Sanctae Romanae Ecclesiae cardinalem Della Genga, qui sibi imposuit nomen Leo Duodecimus                      |
| 2 fevereiro 1831  | Giuseppe Albani                                        | Mauro Cappellari – eleito Papa Gregório XVI          | Annuncio vobis gaudium magnum : Papam habemus! Eminentissimum ac reverendissimum Dominum Maurum Sanctae Romanae Ecclesiae Presbyterum tituli sancti Calysti Cardinalem Cappellari, qui sibi nomen imposuit Gregorium Sextum Decimum                              |
| 16 junho 1846     | Tommaso Riario Sforza                                  | Giovanni Maria Mastai Ferretti – eleito Papa Pio IX  | Annuncio vobis gaudium magnum: Papam habemus! Eminentissimum et Reverendissimum Dominum Ioannem Mariam Mastai Ferretti, Sanctae Romanae Ecclesiae Presbyterum Cardinalem, qui sibi nomen imposuit Pius Nonus                                                     |
| 2 março 1939      | Camillo Caccia Dominioni                               | Eugenio Pacelli – eleito Papa Pio XII                | Annuntio vobis gaudium magnum: Habemus Papam! Eminentissimum ac reverendissimum Dominum, Dominum Eugenium Sanctæ Romanæ Ecclesiæ Cardinalem Pacelli, qui sibi nomen imposuit Pium                                                                                |
| 28 outubro 1958   | Nicola Canali                                          | Angelo Giuseppe Roncalli – eleito Papa João XXIII    | Annuntio vobis gaudium magnum: Habemus Papam! Eminentissimum ac reverendissimum Dominum, Dominum Angelum Iosephum Sanctæ Romanæ Ecclesiæ Cardinalem Roncalli, qui sibi nomen imposuit Ioannis Vigesimi Tertii                                                    |
| 21 junho 1963     | Alfredo Ottaviani                                      | Giovanni Battista Montini – eleito Papa Paulo VI     | Annuntio vobis gaudium magnum: Habemus Papam! Eminentissimum et reverendissimum Dominum, Dominum Ioannem Baptistam Sanctæ Romanæ Ecclesiæ Cardinalem Montini, qui sibi nomen imposuit Paulum Sextum                                                              |
| 26 agosto 1978    | Pericle Felici                                         | Albino Luciani – eleito Papa João Paulo I            | Annuntio vobis gaudium magnum: Habemus Papam! Eminentissimum ac reverendissimum Dominum, Dominum Albinum Sanctæ Romanæ Ecclesiæ Cardinalem Luciani, qui sibi nomen imposuit Ioannis Pauli Primi                                                                  |
| 16 outubro 1978   | Pericle Felici                                         | Karol Wojtyła – eleito Papa João Paulo II            | Annuntio vobis gaudium magnum: Habemus Papam! Eminentissimum ac reverendissimum Dominum, Dominum Carolum Sanctæ Romanæ Ecclesiæ Cardinalem Wojtyła, qui sibi nomen imposuit Ioannis Pauli                                                                        |
| 19 abril 2005     | Jorge Medina Estévez                                   | Joseph Ratzinger – eleito Papa Bento XVI             | Annuntio vobis gaudium magnum: Habemus Papam! Eminentissimum ac reverendissimum Dominum, Dominum Iosephum Sanctæ Romanæ Ecclesiæ Cardinalem Ratzinger, qui sibi nomen imposuit Benedicti Decimi Sexti                                                            |
| 13 março 2013     | Jean-Louis Tauran                                      | Jorge Mario Bergoglio – eleito Papa Francisco        | Annuntio vobis gaudium magnum: Habemus Papam! Eminentissimum ac reverendissimum Dominum, Dominum Georgium Marium Sanctæ Romanæ Ecclesiæ Cardinalem Bergoglio, qui sibi nomen imposuit Franciscum                                                                 |
| 08 maio 2025      | Dominique Mamberti                                     | Robert Francis Prevost - eleito Papa Leão XIV        | Annuntio vobis gaudium magnum: Habemus Papam! Eminentissimum ac reverendissimum Dominum, Dominum Robertum Franciscum, Sanctæ Romanæ Ecclesiæ Cardinali Prevost. Qui sibi nomen imposuit Leone decimum quartum                                                    |